# Ludo Coeckstadion

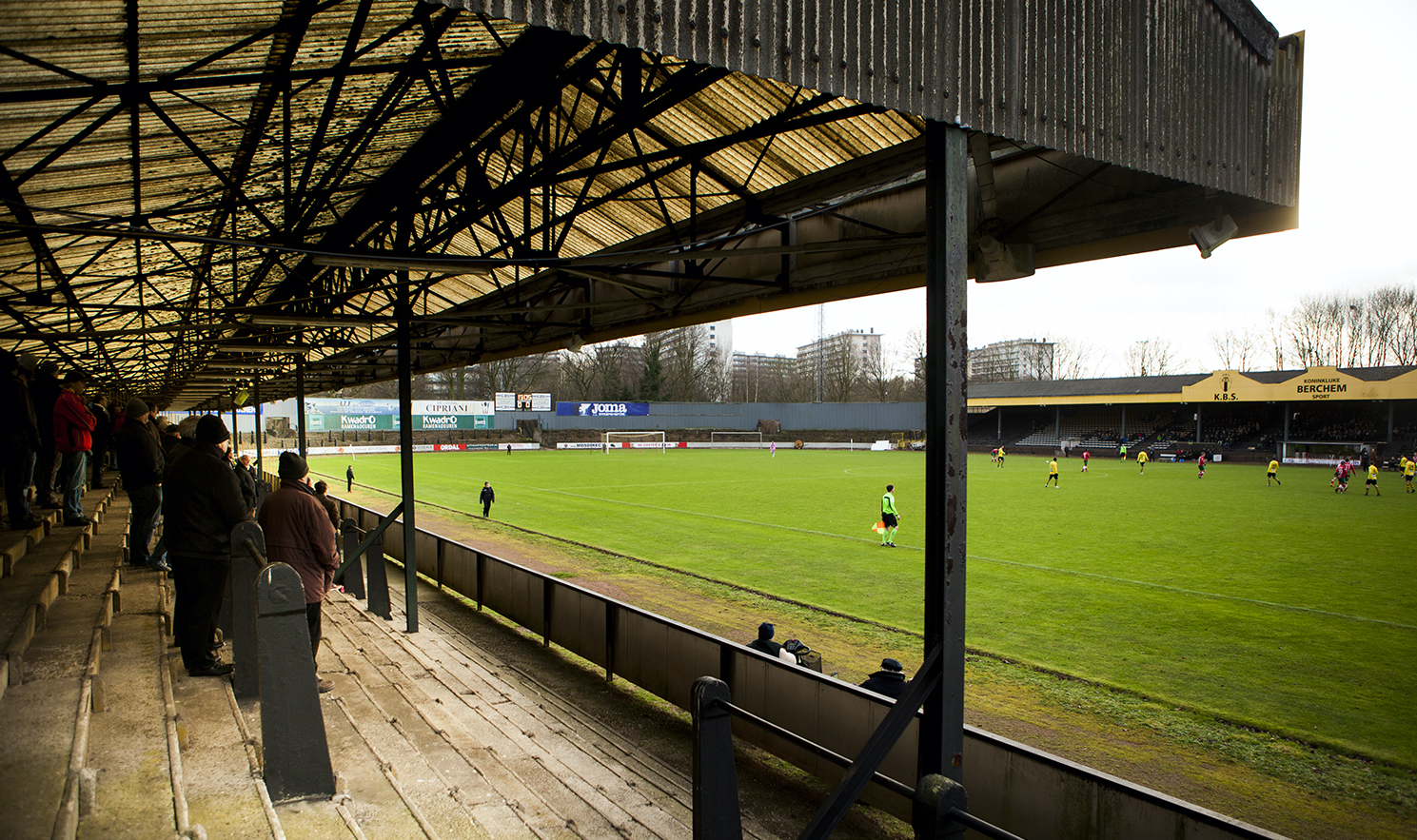
Het Ludo Coeckstadion in 2015.

Het Ludo Coeckstadion, oorspronkelijk Berchem Stadium genaamd, is een voetbalstadion in de Belgische stad Antwerpen, gelegen in het zuidoostelijke stadsdeel Berchem. Het is het thuisstadion van voetbalclub Berchem Sport. Het stadion ligt aan de Berchemstadionstraat, net buiten de stadsring. De huidige naam verwijst naar ex-speler Ludo Coeck.
De architecten die voor het ontwerp van het stadion tekenden waren de Berchemnaren Frans Peeters en Egide Van der Paal. Ze ontwierpen uit budgettaire overwegingen een sober stadion met betonnen gradins, achter de doelen doorlopend in een curve. De op een Romeinse triomfboog geïnspireerde erepoort met daarop in art-decoletters "Berchem Stadium" was het enige ornamentele onderdeel van het gebouw. Tussen het voetbalveld en de tribunes werd een atletiekpiste voorzien. De bouw startte in de tweede helft van 1928; de laatste overdekkingen werden in 1931 toegevoegd. De inhuldiging van het stadion gebeurde echter al op 25 augustus 1929 met een galawedstrijd (2-3) tegen de Nederlandse kampioen, PSV Eindhoven.
Bij de inhuldiging bedroeg de capaciteit 20.000 plaatsen, waarvan ongeveer 5.000 zitplaatsen. Anno 2012 telde het Ludo Coeckstadion door de sluiting van een tribune en aanpassingen aan de zittribune slechts 13.607 plaatsen, waarvan ongeveer 2.687 zitplaatsen en enkele tientallen business-seats.
Op zaterdag 21 april 2018 speelde Berchem Sport zijn laatste wedstrijd in het Ludo Coeck stadion tegen Knokke FC. In de zomer van 2018 werden de overdekte staantribune en de tribunes achter de doelen afgebroken, bij nazicht bleek ook de overdekte zittribune niet meer te voldoen aan de veiligheidsvoorschriften. In de plaats komt een volledig nieuw stadion dat plaats zal bieden aan 4000 toeschouwers.